# Коллам (округ)
Ко́ллам (малаял. കൊല്ലം ജില്ല; англ. Kollam) — округ в индийском штате Керала. Административный центр — город Коллам.

## История
Образован 1 ноября 1956 года.

## География

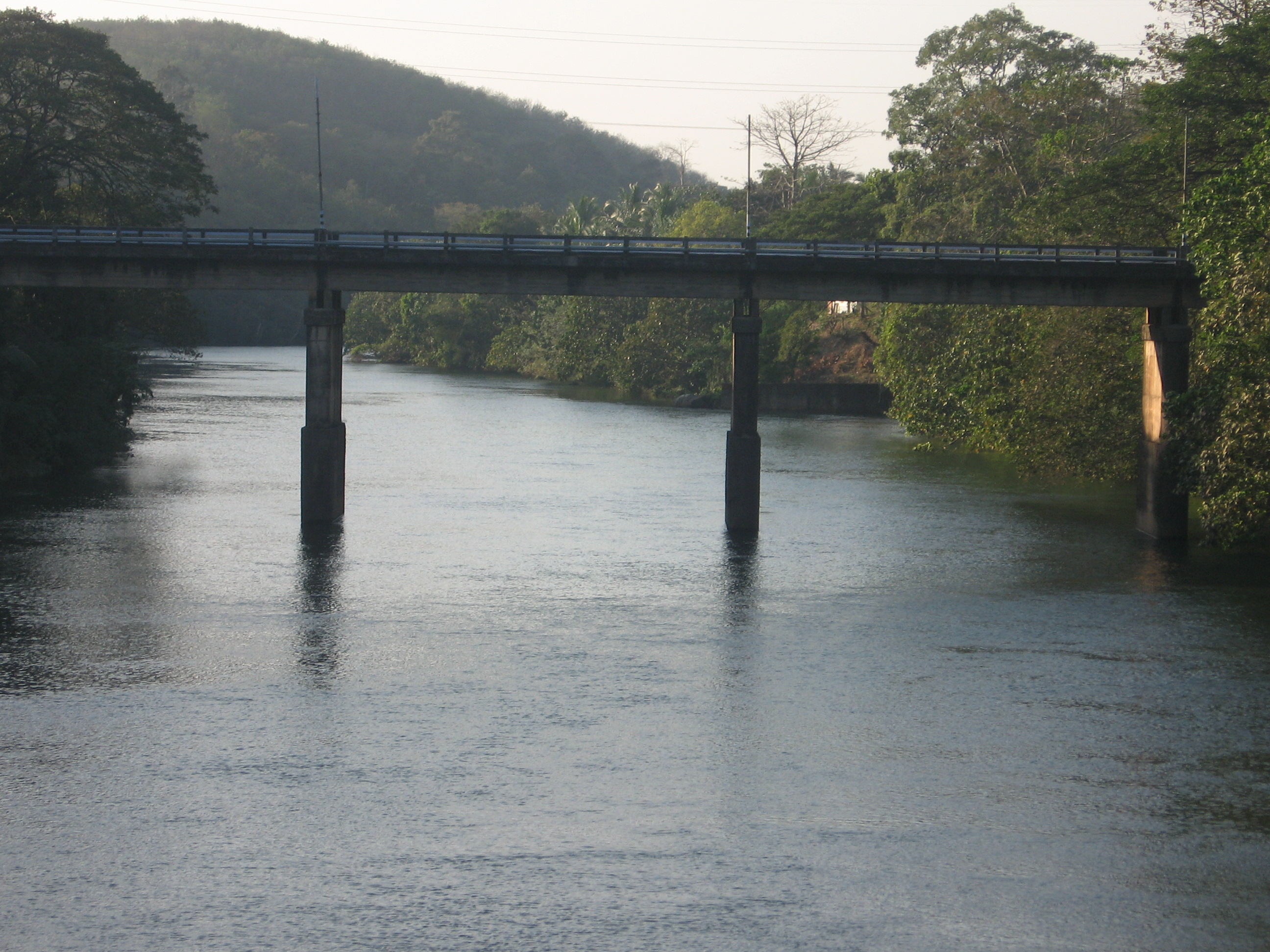
Мост через реку Каллада

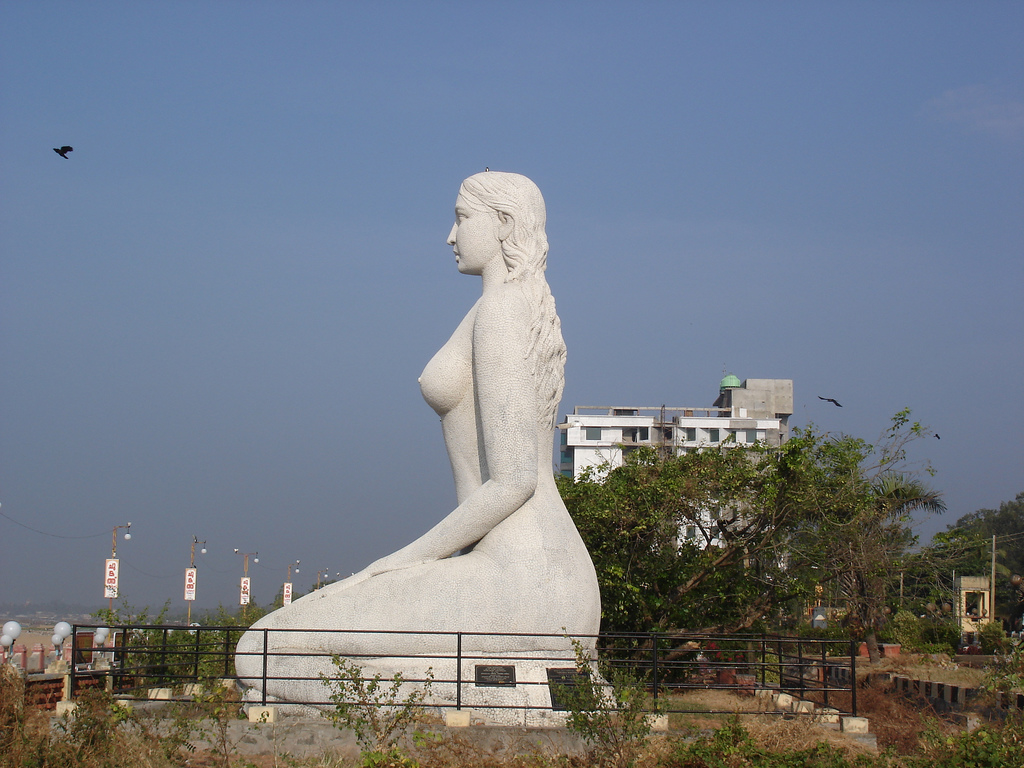
Статуя русалки на пляже Коллама

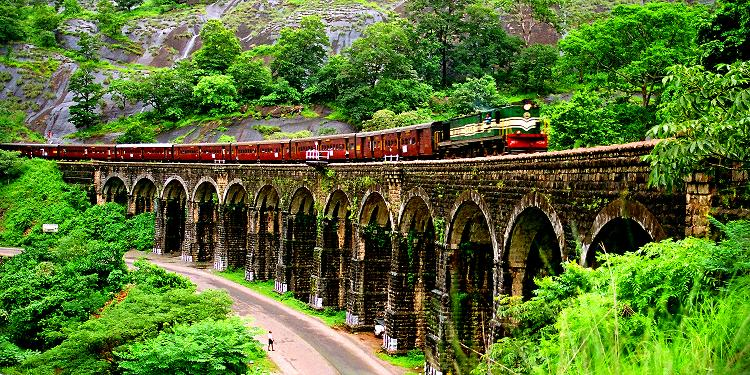
Железнодорожный мост в городе Пуналур

Путтингал (храм) в городе Паравур (Коллам), уничтоженный пожаром в 2016 году.

Расположен в южной части штата, на западе омывается Аравийским морем, граничит с округами Аллеппи (на северо-западе), Патанамтитта (на северо-западе), Тируванантапурам (на юге) и штатом Тамилнад (на востоке). На территории округа расположено Аштамуди, второе по величине озеро штата, а также пресноводное озеро Састхамкотта. Крупнейшая река — Каллада.
Площадь — 2498 км². Леса округа занимают территорию 81 438 га. В 66 км от города Коллам находится заповедник Шендуруни.
В административном отношении делится на 5 талуков, которые включают 104 деревни.

## Население
По данным всеиндийской переписи 2001 года население округа составляло 2 584 118 человек. Уровень грамотности взрослого населения составлял 91,2 % (94,4 % мужчин и 88,2 % женщин), что значительно выше среднеиндийского уровня (59,5 %). Доля городского населения составляла 18 %.
Индуизм исповедуют 65,2 % населения; мусульмане составляют 18,3 %, христиане — 16,4 %.

## Транспорт
На территории округа нет аэропортов, ближайший находится в городе Тривандрум, примерно в 65 км от Коллама. Имеется 132 км железных дорог, которые включают 22 станции.